# Dsaisan-Gedenkstätte

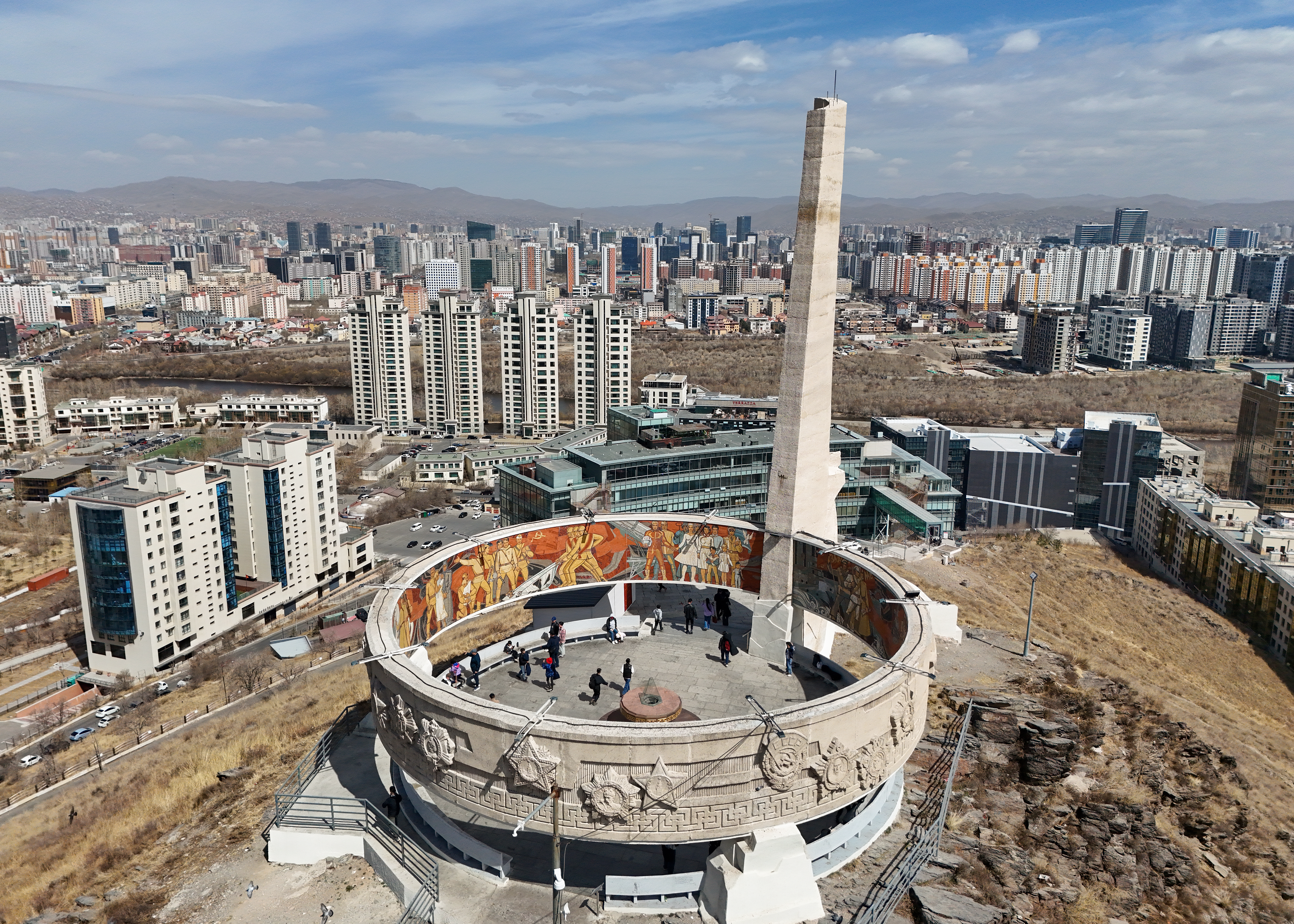
Dsaisan-Gedenkstätte

Die Dsaisan-Gedenkstätte (mongolisch Зайсан толгой) liegt im Süden der mongolischen Hauptstadt Ulaanbaatar und soll an die im Zweiten Weltkrieg gefallenen Sowjetsoldaten erinnern.
Die Gedenkstätte liegt auf einem Hügel. In einem Rundbau stellen verschiedene Wandgemälde Szenen der Freundschaft zwischen den Völkern der UdSSR und der Mongolei dar, beispielsweise die sowjetische Unterstützung für die Unabhängigkeit der Mongolei 1921, die Niederlage der japanischen Kwantung-Armee am Chalcha-Fluss an der mongolische Grenze 1939, den Sieg über Nazi-Deutschland und Errungenschaften der Friedenszeit wie die russische Raumfahrt.
Nach Erreichen des obersten Parkplatzes müssen Besucher noch dreihundert Stufen erklimmen, bevor sie das Monument erreichen. Belohnung ist eine Rundsicht auf Ulaanbaatar wie etwa auf den Tuul-Fluss.
Im Jahr 2003 wurde ein Panzer, der vorher an einer Kreuzung zwischen Dsaisan und dem Zentrum der Stadt stand, an den Fuß des Hügels umgesetzt. Es ist ein sowjetischer Panzer, der vom mongolischen Volk einer russischen Brigade gespendet worden war. Dabei befindet sich eine Karte, die den Weg der Brigade von Moskau bis zum Fall Berlins 1945 nachzeichnet.
Dsaisan ist ein beliebter Treffpunkt für Schulausflüge und Examensfeiern.